# Robochop

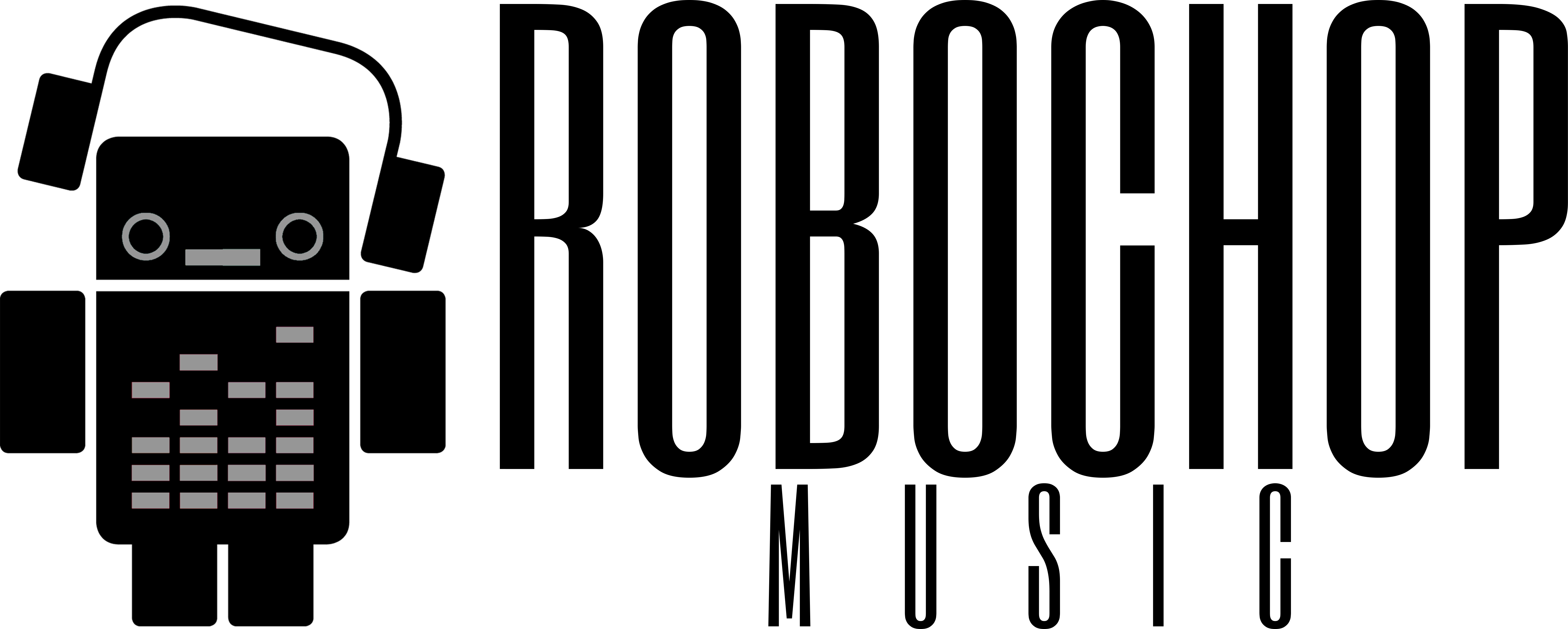

Robochop (* 1985 in Hawkesbury, Ontario, Kanada, als Christian Schuch), auch bekannt unter den Namen Evergreen und Chriss-Slik oder Dj Slik, ist ein deutscher Hip-Hop-Produzent. 

Die Produktionen von Robochop sind äußerst vielfältig, meist basieren sie auf Samples gemischt mit Einflüssen aus aller Welt und synthetischen Sounds. Seine Produktionen werden sowohl den Richtungen Boom Bap als auch Trip-Jazz, Chillhop und Lo-Fi zugeordnet.

## Biografie
Seit 2004 produziert der aus Kreuztal (Siegen) stammende Robochop Instrumentale für verschiedene Künstler (darunter z. B. Ket, OPUZ & KGEE uvm.). Seit 2010 ist er  Produzent sowie Artist bei Eartouch Ent. Dabei arbeitet er mit diversen Künstlern des Labels zusammen. Ein weiteres Projekt namens Porno Vibes kam 2013 in Zusammenarbeit mit der Rap-Plattform Rappers.in zustande. Ab 2015 verlagerte sich sein Fokus auf Instrumentalmusik und Remixe. Die Instrumental-Releases „Street Blues“ 1 & 2 produzierte er unter dem Namen Evergreen.
Sein erstes Instrumental-Release Ups & Downs veröffentlichte er 2018 unter dem Namen Robochop bei dem Label Eartouch Entertainment. Sein zweites Release Slow Jams erschien 2019 ebenfalls bei Eartouch Ent. digital und in limitierter Auflage von 104 Stück auf Vinyl.
Robochop produziert darüber hinaus Remixe unterschiedlicher Künstler. Sein erstes selbst produziertes Remixalbum war das Projekt „Jay vs. Bob“, das aus einer Symbiose von Jay Z und Bob Marley Samples besteht.

## Diskografie

### Alben
- 2013: Porno Vibes (Chriss-Slik)
- 2015: Street Blues I (EVERGREEN)
- 2016: Street Blues II (EVERGREEN)
- 2017: Jay vs. Bob (Robochop)
- 2017: Lokka flokkisch (Robochop & Lutz)
- 2018: Ups & Downs (Robochop)
- 2019: Slow Jams (Robochop)
- 2021: Boomlap (Robochop)

### Gastauftritte als Produzent
- 2009: Sein oder nicht sein (B.E.)
- 2010: Mit Mic & Seele (0816)
- 2010: Spielraum (Davido)
- 2010: Auf die Neun (Kwest & Phong Bak)
- 2011: Holla at ya Waldfee (Jephza & Davido)
- 2012: Hardcore Vibes (OPUZ)
- 2012: Traverser la Rue (Ket)
- 2013: Klangfarben (Davido)
- 2013: Supertramp (Jephza)
- 2014: Schulz Nice – Untouchable Teamplayer (Mistah Nice)
- 2015: Karma Karussell (Nazz)
- 2015: 58 Gründe (2 Seiten)
- 2016: Hit the Dutch, Man (Mistah Nice)
- 2016: Zyklothymia (Buhman Baracus)